# 瑪瑪莉卡
阿纳斯塔西婭·亚歷山德里芙娜·科切托娃（羅馬化：Anastasia Oleksandrivna Kochetova；1989年4月13日—），藝名瑪瑪莉卡、艾瑞卡（Erika），烏克蘭女歌手和演員。

## 早期生活
1989年4月13日，科切托娃出生於蘇聯烏克蘭蘇維埃社會主義共和國切爾沃諾赫拉德（今利沃夫州舍普季茨基区）。她畢業於利沃夫大學外語系，專業是翻譯英文。她曾擔任過經理和聲樂老師。

## 職業生涯

### 早期
14歲時，科切托娃獲得紅芸香音樂節的大獎。17歲時，她參加了由大衛·瓊克（David Junk）製作的選秀節目《American Chance》，她曾是女子團體Glam的五位成員之一。然而，2008年的金融海嘯使該節目被迫取消播出。而該團體Glam曾在YouTube上發行了一首宣傳單曲〈Thirsty〉。

### 2009–2015年：Erika
19歲時，科切托娃以「Erica」為藝名。在喬治亞裔導演康斯坦汀·梅萊德澤的指導下，Erica參加了烏克蘭選秀節目《明星工廠》第三季，最後獲得第六名。2011年，Erica以主持人的身分重返《明星工廠》第四季。
2010年至2015年，Erika進入了音樂製作公司UMMG Production Center，並與製作人塞爾吉·庫津（Serhiy Kuzin）簽約。2011年4月7日，Erika在美國動畫電影《里約大冒險》中使用烏克蘭語為角色珠兒（Jewel）配音。同年八月，Erika獲得《水晶麥克風獎》的年度歌手獎。Erica參與了多場大型音樂演出活動，最著名的一次是在基輔的獨立廣場演唱。2012年，她在哈薩克出演了音樂劇《Happy New Year, Peace!》。2013年，Erica與烏克蘭裔美國歌劇演唱家喬治·康斯基以及洛杉磯的葛萊美獲獎製作人鮑比·坎貝爾（Bobby Campbell）和安德魯·卡普納（Andrew Kapner）合作。

### 2016年至今：MamaRika
2016年4月上旬，Erica停止了與塞爾吉·庫津的合作，並將藝名改為「瑪瑪莉卡」（MamaRika）。2017年，她在馬里烏波爾舉行的第一屆MRPL城市音樂節上演出。同年12月，她在基輔的一家俱樂部舉辦一場音樂會，並發行了第二張錄音室專輯《KACH》。

## 個人生活
2020年，瑪瑪莉卡與長跑五年的男友謝爾蓋·塞雷達（Serhiy Sereda）結婚，並搬到敖德薩居住。隔年8月2日，瑪瑪莉卡產下一子名叫大衛（Давіду）。
瑪瑪莉卡的興趣之一是瑜珈。

## 音樂作品

### 錄音室專輯
- 2012年 — Папарацци (Paparazzi)
- 2017年 — КАЧ (Quality)

### 單曲
| 曲名                                       | 年份 | 收錄專輯 |
| ------------------------------------------ | ---- | -------- |
| 〈Душа〉（Soul） （featuring Motor'rolla） | 2011 |          |
| 〈Смайлик〉（Smiley）                      | 2011 |          |
| 〈Папарацци〉（Paparazzi）                 | 2013 |          |
| 〈МамаРіка〉（MamaRika）                   | 2016 |          |
| 〈Ніч у барі〉（Night at the Bar）         | 2016 |          |
| 〈We are one〉                             | 2017 |          |

## 外部連結
- YouTube上的瑪瑪莉卡頻道
- 瑪瑪莉卡的TikTok
- 瑪瑪莉卡的Instagram帳戶
- 瑪瑪莉卡的Facebook專頁
- Spotify上的瑪瑪莉卡 （页面存档备份，存于）
- Apple Music上的瑪瑪莉卡 （页面存档备份，存于）